# Federico Moretti (pallavolista)
Federico Moretti (Fermo, 6 dicembre 1983) è un pallavolista italiano, di ruolo opposto.

## Carriera

### Club
La carriera di Federico Moretti inizia nel 1999 nelle giovanili del Grottazzolina, entrando a far parte nella stagione 2000-01 in prima squadra, in Serie A2: con il club marchigiano per quattro stagioni consecutive, eccetto in quella 2003-04 quando gioca per il Vis Castelfidardo in Serie B1.
Nella stagione 2005-06 disputa il suo primo campionato di Serie A1 con il Cagliari, anche se nell'annata successiva è nuovamente in Serie B1 con la Falchi Ugento; torna in massima divisione per disputare il campionato 2007-08 con la Top Volley Latina.
Dopo un'annata in serie cadetta durante la quale gioca nuovamente per la società di Castelfidardo, nella stagione 2009-10 viene ingaggiato dalla Prisma Taranto in Serie A1.
Per il campionato 2010-11 gioca nel Loreto, in Serie A2, a cui resta legato per due annate; nella stessa categoria disputa la stagione 2012-13 con il Padova e, per tre annate, a partire dalla stagione 2013-14 con il Potentino, per poi ritornara nell'annata 2016-17 a Grottazzolina, questa volta nella M&G.
Per il campionato 2017-18 si accasa al CUS Cagliari, in Serie B: al termine della stagione annuncia il suo ritiro dall'attività agonistica.